# Arp 274

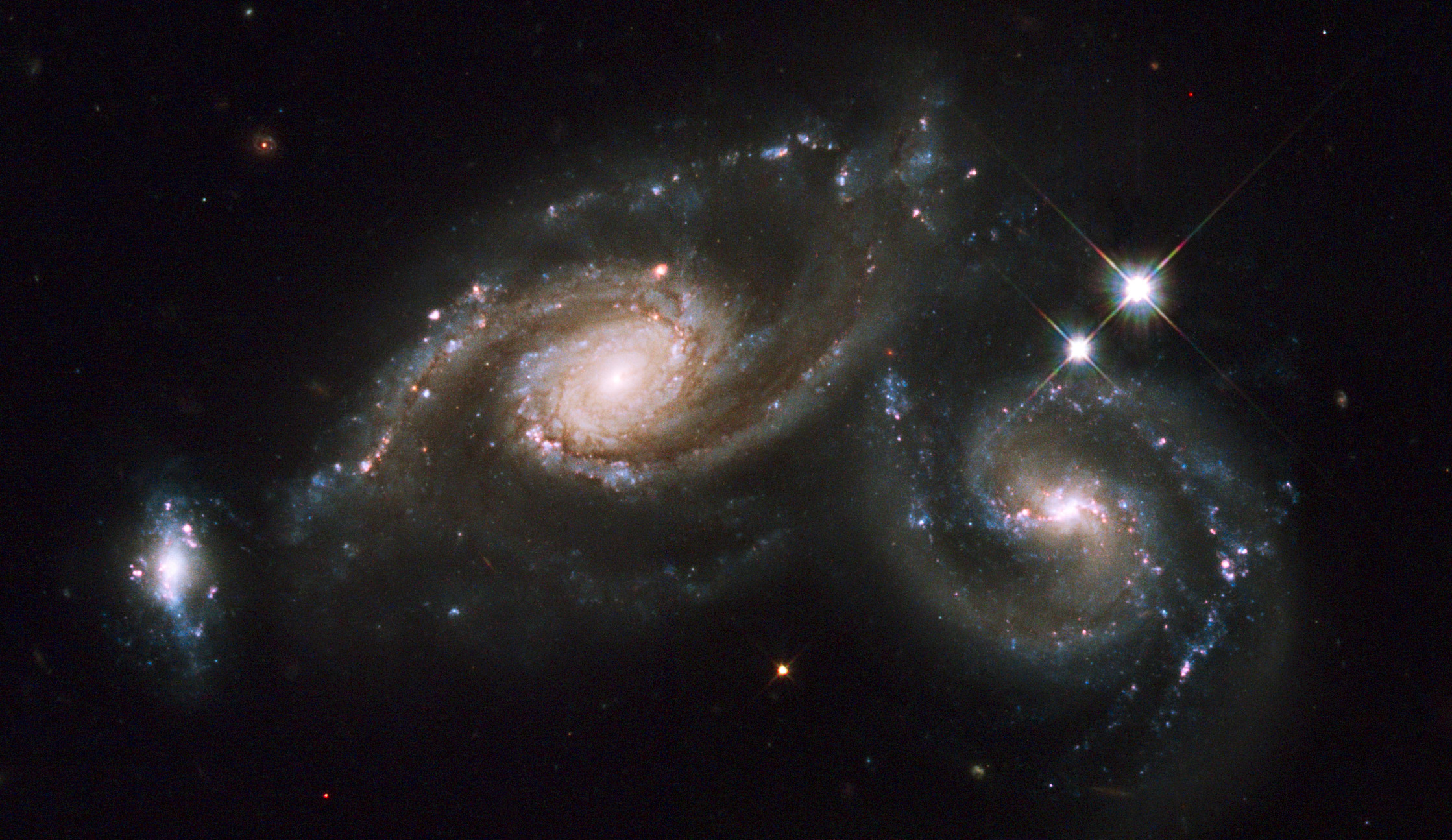
Arp 274 (NGC 5679C, NGC 5679B et NGC 5679A) par la caméra WFPC2 du télescope spatial Hubble.

Arp 274, est constitué de trois galaxies, MCG+1-37-36, MCG+1-37-35 and MCG+1-37-34, s'étendant sur approximativement 200 000 années-lumière (al).

## Description
Le nom d'Arp 274 provient de son classement dans l'Atlas of Peculiar Galaxies, élaboré par l'astronome Halton Arp de 1962 à 1967.
Contrairement à ce qui est écrit par de nombreuses sources, ces trois galaxies ne constituent pas un groupe de galaxies. En effet, la galaxie au centre (PGC 51132) est à une distance d'environ 121 Mpc alors que les deux autres sont environ 104 Mpc, soit à environ 55 millions d'années-lumière plus près. 
| Nom                        | Type         | α (J2000.0)   | δ (J2000.0) | z                   | Vitesse radiale\|v (km/s) | m(v) | Bande B | mag/am2 | D (Mpc)     | θ           | Diamètre (kal) |
| -------------------------- | ------------ | ------------- | ----------- | ------------------- | ------------------------- | ---- | ------- | ------- | ----------- | ----------- | -------------- |
| PGC 52130 (NGC 5679 NED01) | Spirale (Sb) | 14h 35m 06.4s | 05° 21′ 25″ | 0,024874 ± 0,000067 | 7547 ± 20                 | 13,8 | 14,5    | 12,56   | 104,1 ± 7,4 | 0,8′ × 0,4′ | 79             |
| PGC 52132 NGC 5679 NED02   | Spirale (Sb) | 14h 35m 08.7s | 05° 21′ 32″ | 0,028822 ± 0,000014 | 8641 ± 4                  | 13,0 | 13,8    | 12,72   | 120,7 ± 8,3 | 1,1′ × 0,7′ | 126            |
| PGC 52129 NGC 5679 NED03   | Compacte     | 14h 35m 11.0s | 05° 21′ 15″ | 0,024967 ± 0,000000 | 7485 ± 0                  | 16,0 | 17,0    | 12,95   | 104,5 ± 7,2 | 0,3′ × 0,2′ | 30             |

Les galaxies à gauche et à droite sont des galaxies à sursaut de formation d'étoiles.

## Liaison gravitationnelle
Bien que les médias affirment régulièrement qu'il y a interaction gravitationnelle entre les galaxies, les nouvelles images du Télescope spatial Hubble ne montrent pas de distorsions typiques des galaxies en interaction.

## CompétitionYou Decide
Le 1er et 2 avril 2009, Arp 274 a gagné la compétition You Decide en récoltant 67 021 votes sur un total d'environ 140 000, ce qui lui a valu d'être observé par le télescope spatial Hubble. La compétition comprenait six candidats et a été instaurée par le Space Telescope Science Institute dans le cadre de l'année mondiale de l'astronomie.